# David Ward

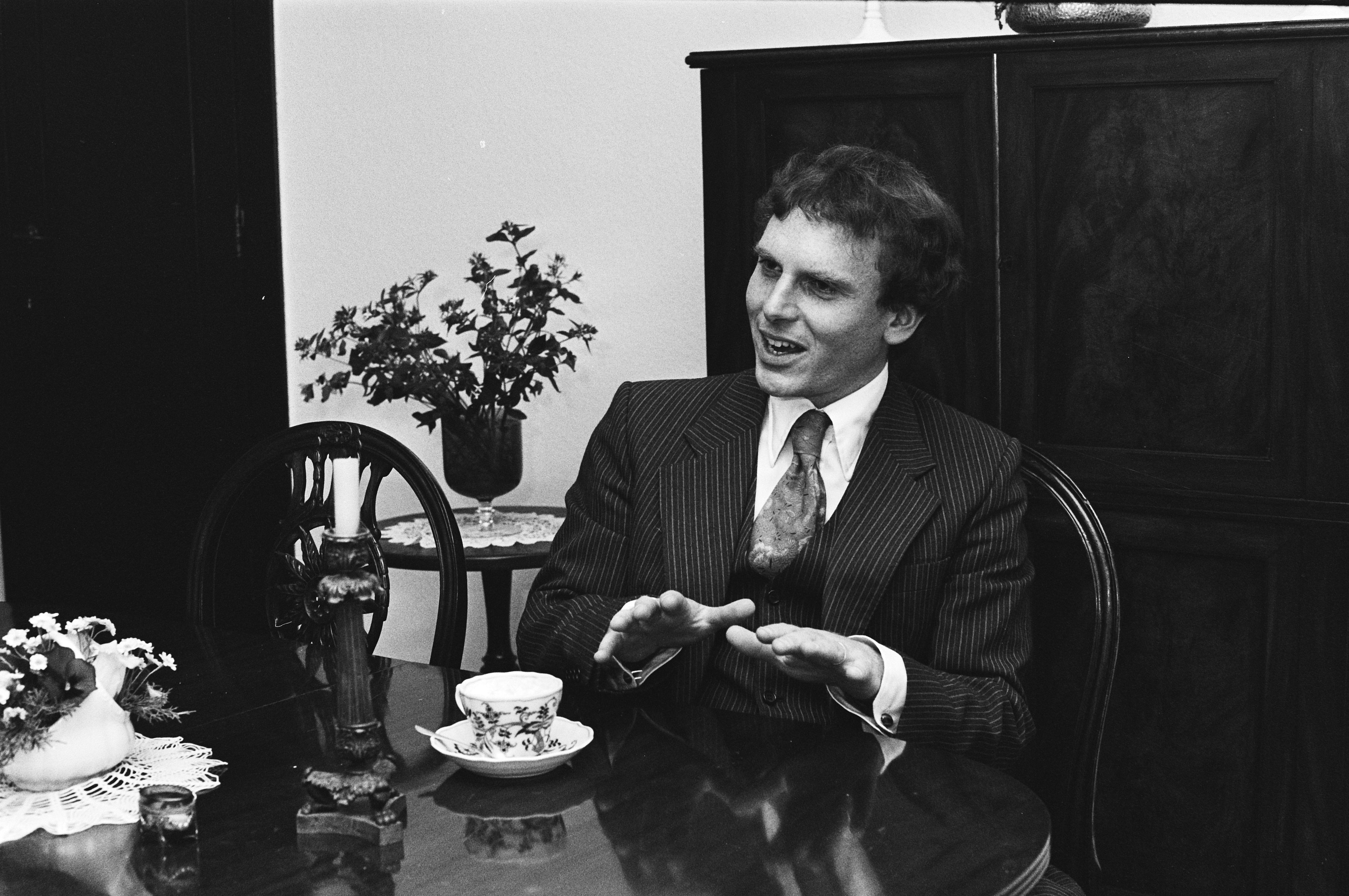
David Ward in 1980

David Ward (1941) is een Schots componist. Hij studeerde compositie van 1958 tot 1962 aan de Universiteit van Leeds bij Alexander Goehr. Van 1986 tot 1998 woonde Ward op het eiland Yell, een van de Shetlandeilanden. Sinds 1998 leeft hij in Banffshire, dat nu een bestuurlijke eenheid van Aberdeenshire is. 
Als componist schrijft hij onder meer orkestmuziek (symfonie en concerten), kamermuziek (strijkkwartetten, strijkkwintetten, muziek voor blazers en toetseninstrumenten), cantates en vocale muziek. Ward werkt als freelance componist en kreeg steun van de Arts Council of Great Britain, de Scottish Arts Council, de Enterprise North East Trust, de Hope-Scott Trust en de John Younger Trust. Hij componeerde zes opera's, waar hij soms zelf het libretto voor schreef. Een zevende opera, Sybil, is in de maak; de première is gepland voor 2009. Het libretto is gebaseerd op de roman Sybil, or The Two Nations van Benjamin Disraeli. 

## Composities

### Werken voor orkest
- 1978 Concerto Nr. 1, voor cello en orkest
- 1984 Variations, voor cello en orkest
- 1987 Concert Overture on Themes from Jack's Engagement, voor orkest
- 1995 Stock Exchange Ballet from Timone, voor orkest
- 1996 Overture to Jack's Engagement, voor orkest
- 1997 Concerto, voor altviool en orkest
- 2002 Concerto Nr. 2, voor cello en orkest
- 2003 Cello Song, voor cello en orkest
- 2003 Two Romances
  1. Romance No. 1, voor cello en klein orkest
  2. Romance No. 2, voor viool en klein orkest
- 2004 Concertino, voor fagot en klein orkest

### Werken voor brassband
- 1983 Burlesque, voor trombone solo en brassband
- 1985 3 Bagatelles, voor brassband

### Cantates
- 1989 Beyond the Far Haaf, symfonische cantate voor mezzosopraan, bariton en orkest - libretto: Robert Alan Jamieson

### Toneelmuziek

#### Opera's
| Voltooid in    | titel                | aktes             | première                    | libretto                                               |
| -------------- | -------------------- | ----------------- | --------------------------- | ------------------------------------------------------ |
| 1968 rev.1979  | A Full Moon in March | 1 akte            | 1 januari 1981 BBC Radio 3  | William Butler Yeats                                   |
| 1974           | The Death of Ferdia  | Proloog en 1 akte | 1 januari 1976, BBC Radio 3 | van de componist                                       |
| 1982           | The Snow Queen       | 1 akte            | 1984, BBC Radio 3           | Kevin Ireland                                          |
| 1988, rev.1996 | Jack's Engagement    | 3 aktes           | BBC Radio 3                 | Kevin Ireland                                          |
| 1995           | Timone               | 3 aktes           | BBC Radio 3                 | van de componist, naar William Shakespeare             |
| 2000           | Doctor Foster        | 3 aktes           | BBC Radio 3                 | van de componist, in samenwerking met John Cox         |
| 2006-          | Sybil                | 3 aktes           |                             | van de componist, naar een roman van Benjamin Disraeli |

### Vocale muziek
- 1993 Three Orpheus Sonnets, voor mezzosopraan en piano - tekst: Rainer Maria Rilke
- 1993 Three Poems by John Millington Synge, voor mezzosopraan en piano
- 1999 Songs for Patti (3 Bagatelles to welcome Patti Home), voor mezzosopraan en piano - tekst: Katrina Porteous
- 2002 Overture and Scena from Jack's Engagement, voor sopraan en orkest

### Kamermuziek
- 1983 Canzona, voor klarinet en piano
- 1988 Strijkkwartet Nr. 1
- 1989 In Memoriam Simon, voor strijkkwartet met een altviool solo
- 1990 Strijkkwartet Nr. 2
- 1993 Strijkkwartet Nr. 3
- 1994 Strijkkwartet Nr. 4
- 1995 Kwintet (Klarinet Kwintet), voor klarinet en strijkkwartet
- 1995 Entrance, Sonata & Exit, voor trompet en strijkkwartet
- 1997 Concerto, voor altviool en piano
- 2000 Improvisation, voor bastrombone en piano
- 2000 Mute Play, voor bastrombone en piano
- 2001 Sonata Fantasia, voor cello en piano
- 2001 Little Duet, voor klarinet en viool
- 2001 Little Duet for Hector and Shinobu, voor klarinet en viool
- 2002 Purcell's Fantazia 7, voor klarinet (ook: basklarinet), hoorn, viool en cello
- 2002 Strijkkwartet Nr. 5
- 2004 More for H & S, voor klarinet en viool
- 2007 Strijkkwartet Nr. 6

### Werken voor piano
- 1999 Sonata
- 2005 Variations on a Waltz